# I Know Nigo
I Know Nigo! (reso graficamente I Know NIGO!) è il settimo album in studio del produttore discografico e disc jockey giapponese Nigo, pubblicato il 25 marzo 2022.

## Tracce
1. Lost and Found Freestyle 2019 (with A$AP Rocky, Tyler, The Creator) - 2:54
2. Arya (with A$AP Rocky) - 2:42
3. Punch Bowl (with Pusha T, Clipse) - 3:01
4. Functional Addict (with Pharrell Williams, Gunna) - 3:25
5. Want It Bad (with Kid Cudi) - 3:18
6. Morë Tonight (with Teriyaki Boyz) - 3:36
7. Paper Plates (with Pharrell Williams, A$AP Ferg) - 2:33
8. Hear Me Clearly (with Pusha) - 2:21
9. Remember (with Pop Smoke) - 2:15
10. Heavy (with Lil Uzi Vert) - 3.19
11. Come On, Let's Go (with Tyler, The Creator) - 3:19